# Heinrich Bettkober
Heinrich Bettkober (* 11. Mai 1746 in Berlin; † 19. September 1809 in Berlin; vollständiger Name Christian Friedrich Heinrich Sigismund Bettkober) war ein deutscher Bildhauer.

## Leben
Bettkober begann seine künstlerische Ausbildung 1764 beim kurz zuvor zum Leiter der Berliner Hofbildhauerwerkstatt berufenen Franzosen Sigisbert Michel. 1771 bis 1774 studierte er anschließend bei dem damals international bekannten Maler, Kupferstecher, Zeichner und Radierer Georg Friedrich Schmidt.
Von 1786 an wirkte er an der Akademie der Künste in Berlin, zunächst als Dozent, seit 1791 als Akademiemitglied.  
Zu seinen Arbeiten zählen ein Grabmal in der Berliner Nicolaikirche (1774), ein Reliefbild der preußischen Königin Luise (1798) sowie die Mitwirkung an der künstlerischen Ausgestaltung des Brandenburger Tores unter der Leitung von Johann Gottfried Schadow. 
Von 1789 bis 1794 gehörte zu Bettkobers Schülern Friedrich Tieck, der Bruder des Schriftstellers Ludwig Tieck.

## Werke
- Bronziertes Gips-Standbild König Friedrich Wilhelm I. von Preußen als Stiftung der Gemahlin Friedrichs des Großen, Königin Elisabeth Christine, 1796 im Berliner Schloss Monbijou aufgestellt.
Eine Nachbildung aus bronziertem Gips wurde am 18. September 2004 als – zunächst wohl nur temporäres – Kunstprojekt in Berlin-Mitte an der  Ecke Linienstraße und Weydingerstraße aufgestellt, war im Sommer 2009 aber noch vorhanden.[1][2][3]
- Standbild aus Sandstein des Generalfeldmarschalls Kurt Christoph Graf von Schwerin, für dessen Gut Schwerinsburg, heute im Deutschen Historischen Museum in Berlin.
- sandsteinernes Grabmal der Äbtissin Maria Magdalena Rosina von Quitzow (1726–1802) von 1804 auf dem Friedhof des Klosters Stift zum Heiligengrabe.

## Galerie

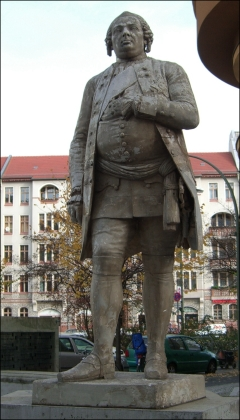
Standbild Friedrich Wilhelm I. in Berlin-Mitte
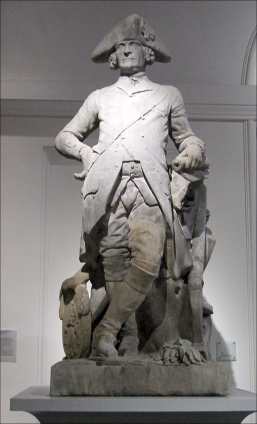
Standbild K. Ch. Graf von Schwerin im DHM Berlin
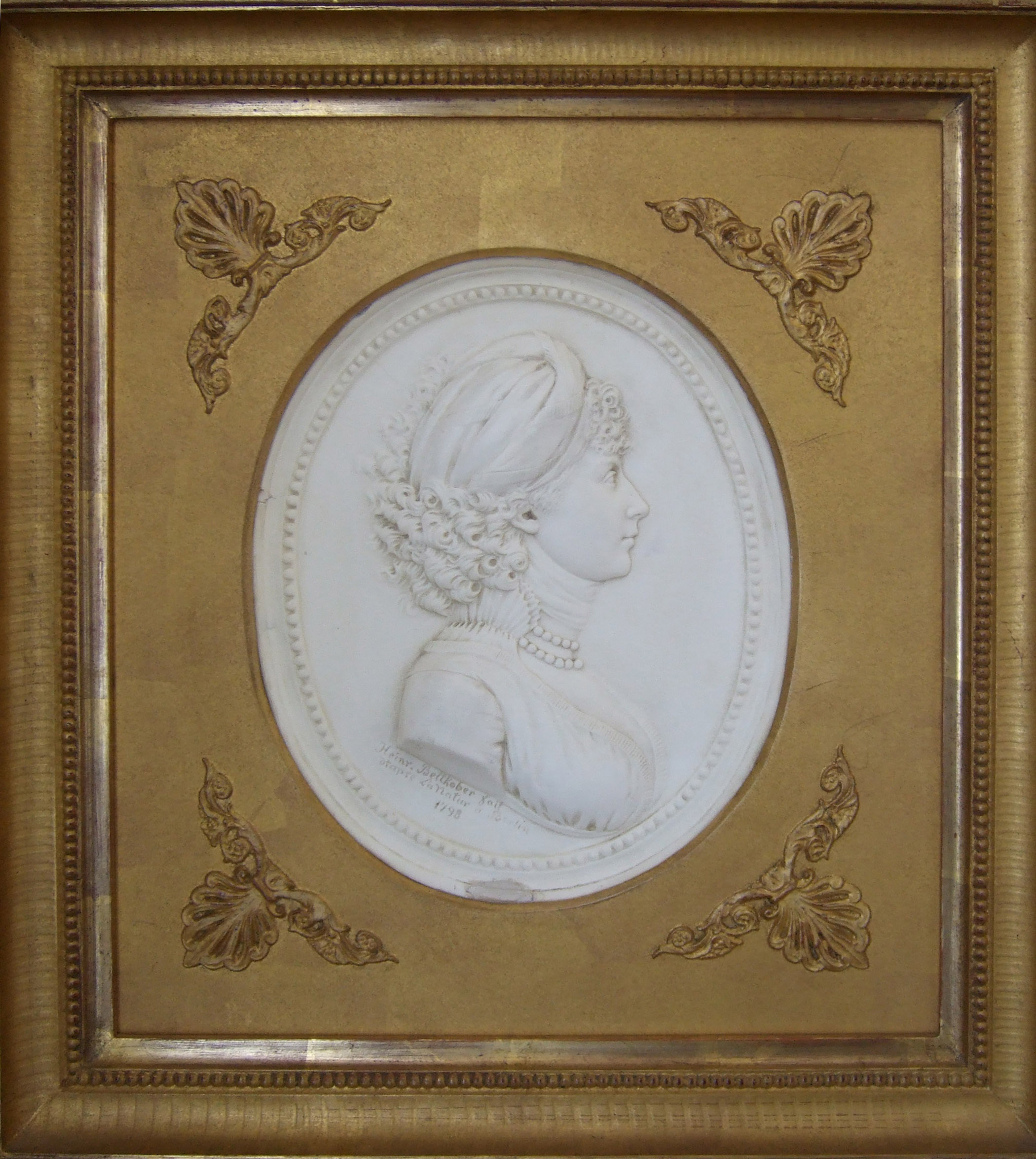
Relief der Königin Luise (1798)